# Ханки (местечко)
Ха́нки (фин. Hanki) — местечко в составе Кааламского сельского поселения Сортавальского района Республики Карелия.

## Общие сведения
Расположено на южном берегу лесного озера.

## Население
| 2002 | 2009 | 2010 | 2013 |
| ---- | ---- | ---- | ---- |
| 24   | ↘18  | ↗31  | ↘27  |